# ملانی اشلانگر
ملانی اشلانگر (به انگلیسی: Melanie Schlanger) (زادهٔ ۳۱ اوت ۱۹۸۶) شناگر اهل استرالیا است.